# Antički Sikul
Antički Sikul (lat. Siculi) starorimsko je naselje za koje se smatra se da je postojalo na području današnjih Bijaća na zapadu Kaštelanskog polja, a luku je imalo u Resniku. 
Stanovnici su bili rimski vojncii veterani koje je naselio car Klaudije (44. – 54.). Područje od Trogira do Splita bilo je i inače podosta naseljeno isluženim rimskim ratnicima. 

## Položaj
Na zapadnom dijelu Kaštelanskog polja u Kaštel Štafiliću nalazi se lokalitet Sikuli. U sjevernom djelu Resnika danas se nalazi aerodrom Split – Kaštela, a na južnom djelu Staklenici Kaštela i Turističko naselje Resnik. Na širem prostoru oko Resnika nalaze se obradive plodne površine. Plodno polje, dostupnost vode, strujanja vjetra (pristanište) i povoljan strateški položaj (komunikacija antički Tragurium (Trogir) - Salona (Solin), te put prema unutrašnjosti i preko Labinske drage, pružili su uvjete za intenzivno naseljavanje kroz različita razdoblja.
Trogirski povjesničar Ivan Lucić  (1604. – 1697.) temeljem izvještaja rimskih pisaca Plinija
i Klaudija Ptolomeja,
te itinerija Tabula peutingeriana zaključuje
Arheolog don Frane Bulić ubicirao je Sikule na područje Bijaća tj. oko nalazišta grobova veterana VII i IX legije. Kolonizacija Sikula je vezana uz vjernost VII i IX legije caru Klaudiju (41. – 54.) za vrijeme Skribonijanove pobune u Dalmaciji 42.godine. Car ih je nagradio tako da je naselio njihove veterane na ovo područje. 

## Arheološka istraživanja
Prva arheološka istraživanja su provedena 1991.godine kada je istraženo oko 100 m². Godine 2007. provedena su najveća do sada istraživanja u Kaštelima, istraživao se rov dug 200 m, širok 5 m i prosječne dubine 2 metra. Pronađe mnoštvo ulomaka keramike, 262 novčića, 831 posebnih nalaza, oko 4 tone amorfnim ulomaka amfora, tegula i pitosa .Temeljem istraživanja Muzeja grada Kaštela utvrđeno je da se naselje Sikum razvijalo kroz dvije faze:

## Urbanizam 1. faze
Naselje je planski građeno uz istočnu stranu potoka koji ima kratak, ali vodom bogat tok. Otkriveni raster pokazuje ortogonalni tlocrt s 10 ulica položenih u smjerom sjever – jug i ukupno 11 dijelova blokova širine oko 13 m. Život prve faze naselja prestaje sredinom ili krajem 1. st. pr. Kr. Najvjerojatnije je došlo do naglog prekida, o čemu govore ostaci urušenja, pronađeni u gotovo svim kućama. Ukupno je otkriveno 10 komunikacija (ulica) usmjerenih u pravcu sjever – jug. Centralna ulica imala je širinu 4 metra, dok su ostale bile široke oko 2,5 m. Uz istočni rub ulice nalazi se usko popločenje (nogostup), dok se u centralnom djelu nalazio manji jarak kojim je otjecala voda. Uz zapadni rub često se nalazi red kamena kojim je reguliran tok vode iz jarka. Sve komunikacije u naselju korištene su kao deponij otpada.  Bedem je uglavnom očuvan u temelju, a širina iznosi 2,7 m, dok je najviše sačuvan u visini 1 m. Oba lica su građena od krupnih, grubo klesanih pravokutnih blokova, može se pratiti pravac u dužini od 80-ak metara. Značajan dio keramičkog materijala pronađen je pri istraživanjima prve faze naselja pripada amforama. Amfore su osnovni tip ambalaže za transport tekućina u antici, te su važne za proučavanje trgovačkih veza. Tkanje na primitivnom tkalačkom stanu imalo je velik značaj, s obzirom na to da su česti nalazi različitih vrsta utega.  Žrvnjevi su čest inventar u unutrašnjosti istraženih kuća. Svi žrvnjevi su izgrađeni od kamena vulkanskog porijekla.  Žrtvenici pronađeni u Sikulima pripadaju tipu kućnih žrtvenika.

## Urbanizam 2. faze
Na ruševinama starijeg naselja u 1.st.po.Kr. niče novo naselje. Ostaci arhitekture iz ove faze znatno su slabije očuvani, ponajviše zbog krčenja i odnošenja kamena. Zidovi objekata su uglavnom očuvani u temeljima usmjerenja kao i zidovi iz prve faze naselja. Novo naselje negira raster ranije faze naselja, većina ulica je prekinuta, a naseljava se i prostor van bedema. Pristanište ranijeg naselja se napušta i gradi se novo, veće pristaništa 100-ak metara istočnije.  Naseljavanjem veterana na područje Sikula započinje nova epoha u kojoj se život iz utvrđenog areala širi i u polje. Počinju se graditi vile rustike. Do sada pronađene su dvije skupine grobova iz druge faze.  Zajedničko im je vrijeme trajanja i način ukapanja (inhumacija) te vrsta grobova (zidani i u amforama). Keramičke uljanice, zdjele,  fibule (siguronosna igla koja pridržava nešivanu odjeću na ramenu),  prstenje, narukvice,  perle,  naušnice i novčići činili su priloge u grobovima. Fina keramika koja se sastoji od tanjura, zdjela i plitica raznih veličina, služila je za posluživanje hrane. Finu keramiku možemo datirati od sredine 2.st. pr. Kr. do u kasno 4.st.po.Kr. kada naselje polako propada, da bi u nemirnim vremanima Seobe naroda u potpunosti zamrlo.
Resničko oruđe može se svrstati u grupu alata za obradu drva te poljoprivredu. Nalaz tek dvaju primjeraka oružja može se povezati s mirnim razdobljem bez vojnih akcija.

## Novac pronađeni na lokalitetu antičkih Sikula
Brončani novac Isse (Vis),  apuljiskog grada Arpi iz 3.st pr. Kr.,  republikanski asi,  srebreni denari, carski novac Augusta, Tiberija, Klaudija, Vespazijana, Trajana, Antonina, i Marka Aurelija iz 2.st. te Trajana Decija i Aurelijana iz 3 st., Proba, Licijana, Kostancija II iz 4.stoljeća.

## Vanjske poveznice
|  | Zajednički poslužitelj ima još gradiva o temi Antički Sikul |